# Deisom Camará
Deisom Camará (Guiné-Bissau, 1997), é um militar acusado de matar o seu "companheiro de armas", Luís Miguel Teles Lima, no dia 21 de setembro de 2018, sendo condenado a 12 anos de prisão pelo Tribunal de Sintra.

## Biografia

### Início de vida
Pouco se sabe sobre o início de vida de Deisom, mas sabe-se que aos 6 anos de idade, junto da sua família, muda-se da Guiné-Bissau para Portugal em meados de 1990.

## Serviço Militar

### Condecorações
Em 2018, a Medalha Comemorativa de Comissões de Serviço Especiais foi condecorada a Deison Camará pelo seu serviço em Angola.

## Acusação
O crime aconteceu no final da tarde do dia 21 de setembro de 2018, onde Deisom Camará, de 22 anos, estava de serviço à casa da guarda de apoio ao paiol do Quartel da Carregueira, tendo o soldado Teles Lima se deslocado a esse mesmo local pelas 18h20. Lima, após cumprimentar Camará, que se mostrou surpreendido pela sua visita, revela um sentimento de desânimo por não ter sido selecionado para uma nova missão na República Centro Africana (RCA). A vítima então aproximou-se da mesa onde estava a G-3, retirando-lhe carregador, colocando-o em cima da mesa e de seguida levando a arma para o exterior da casa da guarda, sem que o arguido o conseguisse ver.
Minutos depois, o arguido ouve um tiro e rapidamente se dirige-se ao exterior da casa.
"Quando saio e vejo-o no chão fiquei em choque, fiquei paralisado a ver aquilo. Começo a chamar por ele, não respondeu. Estava inconsciente, mas ainda respirava. A minha única reação foi ligar para toda a gente que estava no quartel a pedir ajuda, para virem ao paiol. Liguei para o oficial de dia”, indicou Deisom Camará.
Segundo a acusação, "entre as 18h48 e as 18h56, por motivos não apurados, o arguido Deisom Camará empunhou a espingarda automática G-3 que lhe estava adstrita em função do serviço de sentinela à casa do paiol que estava a executar, encostando-a ao peito da vítima (...) em ato contínuo, o arguido disparou a arma que empunhava, tendo atingido a vítima na região peitoral esquerda, que redundou na sua morte", lê-se na acusação.
Na leitura do acórdão, o juiz que presidiu ao coletivo, admitiu que o Tribunal não conseguiu apurar as razões que levaram ao disparo da arma, salientando que, "para além do arguido, não estava mais ninguém no local" do crime.
Porém, foram colocadas três hipóteses na mesa, sendo elas o acidente, suicídio ou homicídio.
A hipótese de acidente nunca foi avançada durante o julgamento e seria "muito improvável", disse.
Quanto ao suicídio, hipótese reiterada pelo arguido desde a sua detenção durante todo o julgamento, o juiz Paulo Almeida Cunha aludiu ao facto de "ser sempre mais fácil usar uma arma de cano curto" e de a maioria das pessoas que se suicidam optarem por disparar contra a boca ou o ouvido, embora tenha reconhecido que "não se pode generalizar".
Por outro lado, segundo testes psicológicos e depoimentos, a vítima "não revelava" um perfil psicológico de "pré-suicida", pois "era muito alegre e com gosto pela vida, não lhe eram conhecidos problemas, tinha planos de curto e médio prazo" e, apesar de não ser conhecido qualquer litígio entre os dois militares, este "podia ser muito recente".
No dia do crime, foram também detetadas "oito partículas" de pólvora nas mãos do arguido, mesmo depois de este já ter lavado as mãos "duas vezes".
Na leitura da sentença, o juiz que presidiu ao coletivo fez ainda alusão à calma demonstrada pelo arguido e considerou que a "frieza" demonstrada no dia do crime "é uma realidade incontornável".
Assim, e apesar de não ter sido apurada "qualquer razão" para o crime, o Tribunal deu como provado que Deisom Camará "queria matar" ao disparar a G-3 "a uma curta distância" contra o peito da vítima.
Uma autópsia feita a Luís Teles foi inconclusiva, não podendo ser determinada se a morte do militar teve por base homicídio ou suicídio.

## Sensibilização
Algumas horas depois da sentença final ser conhecida, família, amigos, e o público em geral, sensibilizado por esta história e em compaixão com a inocência de Deisom, foi criado o movimento "Todos Pelo Deisom", liderado pelo tio e companheira do arguido.
Este movimento procura mostrar testemunhos de indignação por parte de familiares, amigos e conhecidos do arguido, assim como algumas controvérsias do caso em si.